# Tux Typing
Tux Typing — безкоштовний клавіатурний тренажер з відкритим кодом, створений спеціально для дітей. У ньому представлено кілька різних типів гри, на різних рівнях складності. Він створений для розваги та вдосконалення швидкості друку.
Програма написана мовою програмування C і доступна у сховищах деяких дистрибутивів Linux, таких як Fedora.

## Інтерфейс
Є режим тренування для вивчення основ набору тексту. Також є дві гри. У першій з неба падають рибки. На кожній рибці написана буква чи слово. Коли гравець натисне відповідну клавішу або набере відповідне слово, Тукс пересувається, щоб з'їсти рибу. Друга гра схожа, але мета — не допустити потрапляння комет на місто. Коли комета приземляється на місто, захист знімається, а після наступного удару без щита, воно зникає. Якщо комета вдаряє в зруйноване місто, бали відраховуються. В обох іграх як джерело слів можна вибрати різні мови.